# Diócesis de Suelli
La Sede Titular de Suelli (en latín: Dioecesis Suellensis) es una diócesis titular de la Iglesia católica.
El actual arzobispo titular es monseñor Brian Ngozi Udaigwe.
Su Iglesia principal es la Iglesia de San Pedro.

## Historia

### Diócesis
En 1002, el papa Silvestre II, mediante una bula pontificia, erige la por entonces Diócesis de Suelli (Diœcesis Suellensis), como un desprendimiento de la Arquidiócesis de Cagliari.
El primer obispo históricamente documentado de Suelli fue Giovanni di Barbagia, cuyo nombre aparece entre las firmas de dos diplomas a favor de los benedictinos de San Vittore de Marsella y datados entre 1111 y 1112.
Fue la sede de una antigua diócesis en la isla de Cerdeña en el Giudicato de Cagliari. 
Su Iglesia principal se erigió como Catedral de San Pedro.
Fue sufragánea a la Arquidiócesis de Cagliari.
La tradición atribuye el nacimiento de la ópera Diócesis de evangelización de San Jorge, que promovió la difusión del cristianismo en las tierras de Ogliastra y Barbagia a finales del siglo X y principios del siglo XI.
Fue la sede de una antigua diócesis de Cerdeña, en el Giudicato de Cagliari. 
El 12 de febrero de 1420, el papa Martín V suprimió la Diócesis y su territorio se incorporó a la Arquidiócesis de Cagliari. “Las causas que llevaron a la supresión de la diócesis de Suelli son atribuibles a la escasa disponibilidad de fondos que por lo tanto no permitían al Obispo tener la dignidad requerida por la dignidad pastoral, esto llevó a la Santa Sede a tener que intervenir económicamente para suplir las deficiencias de la diócesis ". 
En 1824, se erigió la Diócesis de Ogliastra (Diócesis Oleastrensis) en el territorio de la antigua diócesis, tuvo sede en Tortolì, en 1927 fue trasladada a Lanusei.

### Diócesis Titular
En 1968, el papa Pablo VI, mediante un decreto la restauró como Sede Titular. 
El primer Obispo Titular fue Leo Joseph Brust, quien fue elegido el 22 de agosto de 1969; ostentaba también el título de Obispo Auxiliar de Milwaukee.

## Titulares

### Obispos de Suelli
| Nombre del Titular          | Período                                     | Fin del cargo (razón)    |
| Giovanni di Barbagia †      | 1112? – ?                                   |                          |
| San Giorgio †               | ? – 23 de abril de 1117                     | Fallecido                |
| Pietro di Barbagia †        | 1163? – ?                                   |                          |
| Paolo †                     | ? – ?                                       |                          |
| Torgodorio †                | 1215? – ?                                   |                          |
| Cerchio †                   | 1225? – 1237?                               |                          |
| Cuxo †                      | ? – ?                                       |                          |
| Michele di Fraga OP †       | 5 de julio de 1344 – ?                      |                          |
| Pietro †                    | ? – ?                                       |                          |
| Guglielmo Kos OP †          | 5 de noviembre de 1349 – ?                  |                          |
| Guglielmo Domenico OP †     | 14 de octubre de 1353 – ?                   |                          |
| Pietro †                    | 11 de agosto de 1363 – ?                    |                          |
| Jacopo di Malzia OFM Obs. † | 1380 – ?                                    |                          |
| Benedetto di Esculle †      | ? – ?                                       |                          |
| Jacopo Ayas OP †            | 20 de abril de 1384 – ?                     | Obediencia aviñonense    |
| Domenico †                  | 12 de mayo de 1389 – ?                      |                          |
| Geraldo Vermell †           | 27 de abril de 1412 – 12 de febrero de 1420 | Supresión de la diócesis |

### Obispos Titulares de Suelli
| Foto | Escudo | Nombre del Titular          | Período                                    | Fin del cargo (razón)                   |
|      |        | Leo Joseph Brust †          | 22 de agosto de 1969 – 31 de enero de 1995 | Fallecido                               |
|      |        | Alberto Tanasini            | 6 de julio de 1996 – 20 de marzo de 2004   | Nombrado Obispo de Chiavari             |
|      |        | Ramón Castro Castro         | 2 de abril de 2004 – 8 de abril de 2006    | Nombrado Obispo de Campeche             |
|      |        | Oscar Vicente Ojea Quintana | 24 de mayo de 2006 – 7 de octubre de 2009  | Nombrado Obispo Coadjutor de San Isidro |
|      |        | Brian Ngozi Udaigwe         | 22 de febrero de 2013 – presente           |                                         |